# Alex DeBrincat
Alexander "Alex" DeBrincat, född 18 december 1997, är en amerikansk professionell ishockeyforward som spelar för Detroit Red Wings i NHL.
Han har tidigare spelat för Ottawa Senators och Chicago Blackhawks i NHL samt Erie Otters i OHL.
DeBrincat draftades av Chicago Blackhawks i andra rundan i 2016 års draft som 39:e spelare totalt.

## Statistik
| 2010–2011  | Victory Honda             | T1EHL      | 31  | 10  | 9   | 19  | 26  | —  | —  | —  | —  | —  |
| 2011–2012  | Victory Honda             | T1EHL      | 24  | 10  | 10  | 20  | 30  | 3  | 2  | 0  | 2  | 2  |
| 2012–2013  | Victory Honda U16         | T1EHL      | 40  | 25  | 26  | 51  | 28  | 4  | 0  | 2  | 2  | 4  |
|            | Victory Honda U18         | T1EHL      | 2   | 1   | 0   | 1   | 0   | —  | —  | —  | —  | —  |
| 2013–2014  | Lake Forest Academy Caxys | MPHL       | 13  | 16  | 12  | 16  | 3   | 4  | 2  | 6  | 0  |    |
|            | Lake Forest Academy Caxys |            | 50  | 54  | 57  | 111 | —   | —  | —  | —  | —  | —  |
| 2014–2015  | Erie Otters               | OHL        | 68  | 51  | 53  | 104 | 73  | 20 | 9  | 7  | 16 | 26 |
| 2015–2016  | Erie Otters               | OHL        | 60  | 51  | 50  | 101 | 28  | 13 | 8  | 11 | 19 | 13 |
| 2016–2017  | Erie Otters               | OHL        | 63  | 65  | 62  | 127 | 49  | 22 | 13 | 25 | 38 | 10 |
| 2017–2018  | Chicago Blackhawks        | NHL        | 82  | 28  | 24  | 52  | 6   | —  | —  | —  | —  | —  |
| 2018–2019  | Chicago Blackhawks        | NHL        | 82  | 41  | 35  | 76  | 15  | —  | —  | —  | —  | —  |
| 2019–2020  | Chicago Blackhawks        | NHL        | 70  | 18  | 27  | 45  | 15  | 9  | 2  | 4  | 6  | 9  |
| 2020–2021  | Chicago Blackhawks        | NHL        | 52  | 32  | 24  | 56  | 12  | —  | —  | —  | —  | —  |
| 2021–2022  | Chicago Blackhawks        | NHL        | 82  | 41  | 37  | 78  | 19  | —  | —  | —  | —  | —  |
| 2022–2023  | Ottawa Senators           | NHL        | 82  | 27  | 39  | 66  | 45  | —  | —  | —  | —  | —  |
| NHL totalt | NHL totalt                | NHL totalt | 450 | 187 | 186 | 373 | 112 | 9  | 2  | 4  | 6  | 9  |
| OHL totalt | OHL totalt                | OHL totalt | 191 | 167 | 165 | 332 | 150 | 55 | 30 | 43 | 73 | 49 |

### Internationellt
| Källa: Uppdaterad: 2020-08-28 | Källa: Uppdaterad: 2020-08-28 | Källa: Uppdaterad: 2020-08-28 |         | Utv = Utvisningsminuter | Utv = Utvisningsminuter | Utv = Utvisningsminuter | Utv = Utvisningsminuter | Utv = Utvisningsminuter |
| År                            | Lag                           | Mästerskap                    | Matcher | Mål                     | Assists                 | Poäng                   | Utv                     |                         |
| ----------------------------- | ----------------------------- | ----------------------------- | ------- | ----------------------- | ----------------------- | ----------------------- | ----------------------- | ----------------------- |
| 2016                          | USA                           | JVM                           | 5       | 1                       | 0                       | 1                       | 25                      |                         |
| 2016                          | USA                           | VM                            | 10      | 1                       | 8                       | 9                       | 0                       |                         |
| 2019                          | USA                           | VM                            | 8       | 7                       | 2                       | 9                       | 4                       |                         |
| Junior totalt                 | Junior totalt                 | Junior totalt                 | 5       | 1                       | 0                       | 1                       | 25                      |                         |
| Senior totalt                 | Senior totalt                 | Senior totalt                 | 18      | 8                       | 10                      | 18                      | 4                       |                         |